# River Conwy
River Conwy är ett vattendrag i Storbritannien.   Det ligger i riksdelen Wales, i den södra delen av landet, 300 km nordväst om huvudstaden London.